# Сарихани, Казем
Казе́м Сарихани́ (перс. کاظم ساریخانی‎; род. 5 апреля 1978 — 10 октября 2013, Тегеран) — иранский дзюдоист лёгкой и полусредней весовых категорий, выступал за сборную Ирана во второй половине 1990-х — первой половине 2000-х годов. Участник летних Олимпийских игр в Сиднее, обладатель бронзовой медали Азиатских игр, чемпион Азии, победитель многих турниров национального и международного значения.

## Биография
Казем Сарихани родился 5 апреля 1978 года.
Первого серьёзного успеха на взрослом международном уровне добился в 1996 году, когда попал в основной состав иранской национальной сборной и побывал на чемпионате Азии во вьетнамском Хошимине, откуда привёз награду бронзового достоинства, выигранную в лёгкой весовой категории. Год спустя стал серебряным призёром на этапе Кубка мира в Тбилиси и выступил на чемпионате мира в Париже.
В 1998 году Сарихани поднялся в полусреднюю весовую категорию, в этот период он занял третье место на этапе Кубка мира в Тбилиси и на Азиатских играх в Бангкоке. В следующем сезоне получил серебро на азиатском первенстве в китайском Вэньчжоу, где единственное поражение потерпел в финале от представителя КНДР Квак Ок Чхоля, и отправился на мировое первенство в английский Бирмингем, где в 1/16 финала проиграл украинскому дзюдоисту Валентину Грекову.
На чемпионате Азии 2000 года в японской Осаке завоевал золотую медаль в зачёте полусреднего веса, взяв верх над всеми своими соперниками, в том числе над казахом Русланом Селихановым в финале. Благодаря череде удачных выступлений удостоился права защищать честь страны на летних Олимпийских играх в Сиднее — в первых двух поединках одолел представителя Мали Браими Гуиндо и британца Грэма Рэнделла, однако на стадии четвертьфиналов потерпел поражение от португальского борца Нуну Делгаду, который в итоге стал бронзовым призёром олимпийского турнира. В утешительных встречах за третье место победил австралийца Даниэля Келли, но затем уступил представителю Эстонии Алексею Будылину.
После сиднейской Олимпиады Казем Сарихани остался в основном составе дзюдоистской команды Ирана и продолжил принимать участие в крупнейших международных регатах. Так, в 2001 году он занял седьмое место на венгерском этапе мирового кубка и выступил на чемпионате мира в Мюнхене, где, тем не менее, выбыл из борьбы за медали уже на стадии 1/32 финала. Через год, поднявшись в средний вес, стал пятым на международном турнире класса «А» в Будапеште и на Азиатских играх в Пусане. Последний раз показал сколько-нибудь значимый результат в сезоне 2003 года, когда в полусредней весовой категории боролся на Суперкубке мира в Париже и на чемпионате мира в Осаке. Вскоре по окончании этих соревнований принял решение завершить карьеру профессионального спортсмена и перешёл на тренерскую работу.
Сарихани приглашали на должность старшего тренера сборной Саудовской Аравии по дзюдо, однако врачи диагностировали ему неврологическое нарушение (вызванное, по некоторым данным, сильным отравлением), и в связи с этим он вынужден был отказаться от предложения. Последние пять лет жизни страдал от расстройства, регулярно становился пациентом психиатрических лечебниц. Скончался в возрасте 35 лет 10 октября 2013 года в Тегеране от сердечного приступа, вызванного осложнениями своей болезни.